# Žerjavka
Žerjavka je gručasta vasica v Občini Šenčur. Leži na zahodnem delu Kranjskega polja nad levim bregom reke Save. Nahaja se približno 1 km severozahodno od Trboj ob cesti, ki povezuje Kranj s Smlednikom. Od Kranja je oddaljena približno 7 km, od Ljubljane pa 26 km. Vas je obdana z ene strani s Trbojskim jezerom, na druge strani pa se širi polje proti Prebačevem in Voklemu.
Ime vasi Žerjavka izvira iz starodavnega imena za žerjavico - žerjavka. Čas prve omembe ni znan, iz zgodovinskih virov pa izvemo, da so nekdaj prodajali krompir, fižol in večino mleka za kranjski trg. Požar, ki je leta 1883 uničil Trboje, je Žerjavki prizanesel.
V vasi živi približno 60 prebivalcev v približno 20 hišah. Ostale zgradbe so gospodarska poslopja, drvarnice in hlevi. Nekaj prebivalcev se ukvarja s kmetijstvom in obrtjo, večina pa je zaposlenih v industriji. Otroci so včasih obiskovali prve štiri razrede osnovne šole v Trbojah in nato višje razrede v Smledniku ali Kranju. Danes prvo triado obiskujejo na podružnični šoli v Voklem, četrti in peti razred v Trbojah, nadaljujejo pa na matični šoli v Šenčurju. Vaščani sodelujejo z društvi v Trbojah, saj Žerjavka sodi v krajevno skupnost Trboje.
Kraj je znan po gostilni s prenočišči Bakhus. V kraju ni drugih pomembnih ustanov ali stavb. V neposredni bližini pod vasjo je Trbojsko jezero, kjer je možno čolnarjenje in ribolov. Predel nad Savo nudi možnosti za sprehode nad kanjonom reke Save vse do Prebačevega.